# Amegilla nonconforma
Amegilla nonconforma là một loài Hymenoptera trong họ Apidae. Loài này được Brooks mô tả khoa học năm 1988.